# Eleocharis fassettii
Eleocharis fassettii är en halvgräsart som beskrevs av Maria del Socorro González Elizondo och Paul M. Peterson. Eleocharis fassettii ingår i släktet småsäv, och familjen halvgräs. Inga underarter finns listade i Catalogue of Life.